# Striben
Striben er oprettet af 3 sammenlagte fæstegårde i sidste halvdel af forrige årh. af N. P. Ahlmann, som en afbyggergård under Langholt. Gården ligger i Vester Hassing Sogn, Aalborg Kommune, Region Nordjylland. Hovedbygningen er opført i 1870.
Striben Gods er på 445 hektar med Myhren, Øster Toftegård og Bækmark.

## Ejere af Striben
- (1868-1884) Nis Peter Ahlmann
- (1884-1902) Malte Sehested Hoff Ahlmann (søn)
- (1902-1908) Marie Hedevig Ahlmann (søster)
- (1908-1917) Cathrine Marie Ahlmann gift Lorentzen (søster) / Niels Peter Ahlmann-Lorentzen (hendes søn)
- (1917-1952) Niels Peter Ahlmann-Lorentzen
- (1952-1976) Jørgen Axel Lorentz Ahlmann-Lorentzen (søn)
- (1976-1981) Malte Ahlmann-Lorentzen (søn) / Niels Lennert Ahlmann-Lorentzen (bror)
- (1981-1995) Peter Myhren
- (1995-2021) Jens Laurits Myhren